# Josnes
Josnes é uma comuna francesa na região administrativa do Centro, no departamento Loir-et-Cher. Estende-se por uma área de 20,39 km². Em 2010 a comuna tinha 894 habitantes (densidade: 43,8 hab./km²).